# فریدیش ریس
فریدیِش ریس (مجاری: Riesz Frigyes؛ ۲۲ ژانویه ۱۸۸۰ – ۲۸ فوریه ۱۹۵۶) ریاضی‌دان مجار بود که با برادرش مارتسل، کارهای بنیادینی در آنالیز تابعی کرد.

## زندگی‌نامه
او و برادر کوچکترش مارتسل، از خانواده یهودی در دیور بودند. ‎۱۹۱۱ – ۱۹۱۹، ریس در دانشگاه فرانتس یوزف در کُلُژوار، در اتریش-مجارستان، استاد بود. پس‌از جنگ جهانی اول، بنا بر پیمان تریانون، ترانسیلوانی و کُلُژوار به رومانی رسیدند؛ و این دانشگاه، ۱۹۲۱، در سِگِد، دیگر به‌نام دانشگاه سگد شناخته می‌شد. ریس، رئیس و استاد دانشگاه سگد و عضو فرهنگستان علوم مجارستان بود. او، ۱۹۲۲، همچنین ژورنالی ریاضی را به‌همراه آلفرد هار بنیان گذاشت.
ریس، کارهای بنیادینی در توسعه آنالیز تابعی کرد و دستاوردهایش، در فیزیک، کاربردهای مهمی دارد. او نظریه طیفی را برای عملگرهای متقارن کران‌دار به شکل استاندارد امروزین آن بنا نهاد. او همچنین به نظریه ارگودیک، توپولوژی نیز کمک شایانی کرد و اثبات مقدماتی برای نظریه ارگودیک میانگین پیش نهاد.
او در درس‌دادن، روشی نامعمول داشت؛ با دستیار و استادی پاره‌وقت وارد کلاس می‌شد، سپس آن استاد، خواندن بخش‌هایی از کتاب راهنمای ریس را شروع می‌کرد و دستیار، معادلات مربوطه را روی تخته می‌نوشت. خود ریس هم کنار می‌ایستاد و گه‌گاه سر تکان می‌داد.
ریاضی‌دان سوییسی-آمریکایی، ادگار لورچ، ۱۹۳۴، زیرنظر ریس در سگد به کار پرداخت و خاطراتش را از همکاری با ریس نوشت.

## انتشارات
Riesz, Frigyes; Szőkefalvi-Nagy, Béla (1990) [1955]. Functional Analysis. New York: Dover Publications. ISBN 978-0-486-66289-3.

## یادداشت
1. ↑  با تلفظ ˈri:s ˈfriɟɛʃ
2. ↑  Acta Scientiarum Mathematicarum
3. ↑  bounded symmetric operators
4. ↑  Mean ergodic theorem